# Jennifer Pareja
Jennifer Pareja Lisalde (Olot, Gerona, 8 de mayo de 1984) es una exjugadora española de waterpolo, nombrada «Mejor Waterpolista del Mundo» por la FINA y «Mejor Waterpolista de Europa» por la LEN, ambos en 2013.
Fue internacional absoluta y capitana de la selección española, con la que se proclamó campeona de Europa en 2014, campeona del mundo en 2013, subcampeona olímpica en 2012 y subcampeona de Europa en 2008.

## Trayectoria

### Internacional española
Debutó con la selección española femenina sub-20 de waterpolo en el año 2000, logrando las dos primeras medallas de España en la historia de esta categoría. Fue medalla de bronce en el campeonato europeo junior de 2002 y en el campeonato mundial junior de 2003.
Internacional absoluta entre 2001 y 2016 y capitana desde 2012 a 2016, capitaneó los mayores éxitos en la historia de la selección española, como el campeonato de Europa en 2014, campeonato del Mundo en 2013 y subcampeonato olímpico en 2012. En mayo de 2016, el seleccionador nacional Miki Oca, anunció que la capitana no iría convocada para los Juegos de Río 2016.
A nivel individual, en 2013 tuvo su año más exitoso, al ser elegida mejor jugadora del mundo por la FINA, mejor jugadora de Europa por la LEN y mejor jugadora del Mundial de Barcelona.

## Clubes
- Club Natació Olot (formación)

Club Natació Sant Feliu (2001-2003)
- Club Esportiu Mediterrani (2006–10)
- Club Natació Sabadell (2003/06, 2010–16)[9]

## Palmarés
Clubes
- Copas de Europa (4): 2011, 2013, 2014 y 2016.
- Ligas (9): 2004, 2005, 2009, 2011, 2012, 2013, 2014, 2015 y 2016.
- Copas de la Reina (6): 2005, 2011, 2012, 2013, 2014 y 2015.
- Supercopas de España (6): 2010, 2011, 2012, 2013, 2014 y 2015.

Selección española absoluta
- Medalla de oro en el Campeonato de Europa de Budapest 2014
- Medalla de oro en el Campeonato del Mundo de Barcelona 2013
- Medalla de plata en los Juegos Olímpicos de Londres 2012
- Campeona del Torneo Preolímpico de Trieste 2012
- 5ª en el Europeo de Eindhoven 2012
- 8ª en el Mundial de Roma 2009
- 4ª en la Liga Mundial 2009
- Medalla de plata en el Campeonato Europeo de Málaga 2008
- 7ª en el Mundial de Melbourne 2007
- 4ª en el Europeo de Belgrado 2006
- 8ª en el Mundial de Barcelona 2003

Selección española júnior
- Medalla de bronce en el Campeonato del Mundo Júnior de Calgary 2003
- Medalla de bronce en el Campeonato de Europa Júnior de Loulé 2002

### Distinciones
- Medalla de Bronce de la Real Orden del Mérito Deportivo, otorgada por el Consejo Superior de Deportes (2013)
- Medalla de Plata de la Real Orden del Mérito Deportivo, otorgada por el Consejo Superior de Deportes (2014)